# Ключ 200
Ключ 200 або Ключ «конопля» (麻部), що означає «конопля» або «льон» є одним із 6 ключів Кансі (загалом 214 ключів), що складається з 11 рисок. Історично, це китайське слово для марихуани.
У словнику Кансі з цим ключем є 34 ієрогліфа (з 49 030).
麻 це також 193-ій індексувальний компонент у Таблиці індексування компонентів китайських ієрогліфів, яка зазвичай використовується у словниках на спрощеній китайській, виданих у континентальному Китаї.

## Еволюція

Символ у письмі Цзіньвень
Символ у письмі Чжуаньшу
Символ у письмі Сяочжуань

| Риски | Ієрогліфи  |
| ----- | ---------- |
| +0    | 麻         |
| +3    | 麼 麽(=麼) |
| +4    | 麾         |
| +7    | 麿         |
| +8    | 黀         |
| +9    | 黁         |
| +13   | 黂(=𪎰)    |

## Форми

Ключ 200 у словнику Кансі
Інша форма
Стандартна форма традиційною китайською мовою
Стандартна форма японською мовою
Стандартна форма спрощеною китайською мовою

## Ієрогліф
Як самостійний ієрогліф, 麻 є одним з дзьойо кандзі. Це кандзі середньої школи.  Це частина слова «тайма» (яп. 大麻, たいま), японського слова для марихуани .

## Дивитись також
- Список дзьойо кандзі
- Джінґу тайма

## Зовнішні посилання
- База даних Unihan - U+9EBB